# 川端通

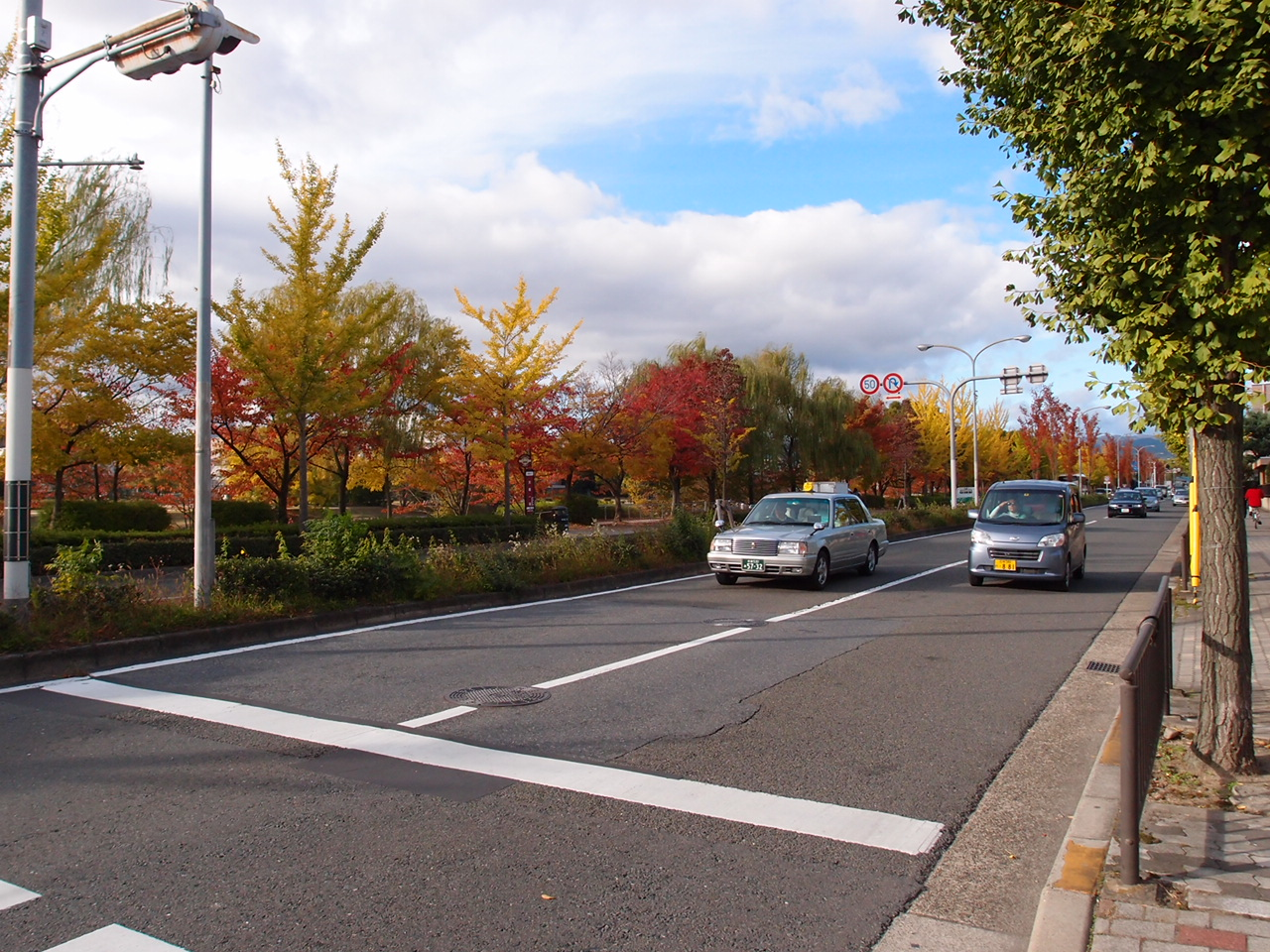
川端通（從和東一條通的三叉路口附近向北望）。畫面左方為並行的鴨川河岸。

川端通是日本京都市的南北向道路之一，和鴨川、高野川的東岸並行。在都市計畫中的路線名為高野川東岸線（從白川通路口至今出川通）、鴨川東岸線（從今出川通路口至鹽小路通）。

## 概要
北至位於左京區臨山的寶池車站附近和白川通的會合處，南至位於東山區和鹽小路通的交叉路口，在鹽小路通之後則直接接續師團街道。
現在鹽小路通以南，沿著師團街道，正在進行延伸至十條通的工程，完成之後預定在九條高架道路上和九條通交叉。
高野橋東詰（和北大路通的交叉路口）以北為國道367號的一部份，京阪電氣鐵道的鴨東線 - 京阪本線即位於從河合橋的東側（原今出川通）以南、至鹽小路橋東側之間路段的地底下。
三條京阪以南，原為京阪本線的地上線路的舊址，1987年時京阪本線位於鴨川沿岸的東福寺車站 - 三條車站被地下化及並行的疏水被暗渠化之後，使用多出來的土地沿伸至鹽小路通。
正因為如此，且在市中心屬於較新開通的道路，西側又是河川，雖然位於河原町通和祇園之間，川端通沿路的商業設施並沒有很積極地發展。
另外由於道路開通之後時間並不長，路上的交叉路口很少像京都的其他交叉路口一樣被稱為川端三條、川端四條、川端五條及川端七條等，而比較常見以橋的名稱來稱呼，例如三條大橋、四條大橋、五條大橋及七條大橋等，同時在京阪電車曾行駛於路面的路段，也有公車站的名稱延用三條京阪或者四條京阪前等稱呼。

## 沿路主要設施
- 京都府下鴨警察署
- 叡山電鐵 - 寶池車站、修學院車站、出町柳車站
- 京阪鴨東線 - 出町柳車站、神宮丸太町車站
- 京阪本線 - 三條車站、祇園四條車站、清水五條車站、七條車站
- 京都少年鑑別所 東一條通
- 京都精華女子中學校、高等學校 同上
- 近畿地方發明中心 同上
- 關西德國文化中心 同上
- 京都大學亞非地域研究中心 近衛通
- 京都大學付屬病院 春日北通（正面為和川端通相反的東大路通側）
- 地下鐵東西線 - 三條京阪車站
- 高山彥九郎皇居望拜像（通稱「土下座像」）- 三條京阪
- 細流之道
- 祇園 四條大橋東詰一帯
- 南座 四條大橋東詰
- 宮川町

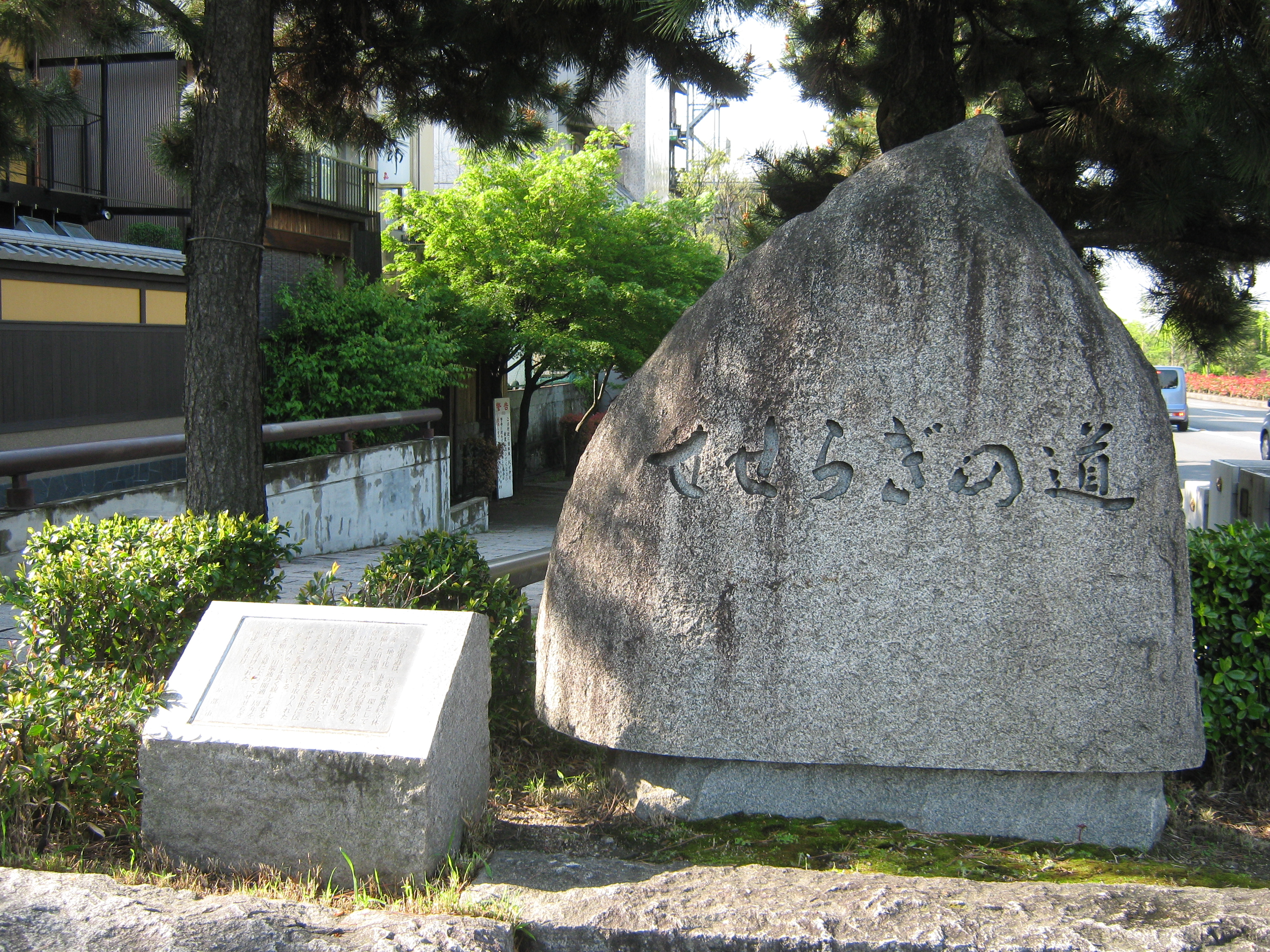
細流之道 （三條以南）
細流之道 （三條以南）

## 腳注
1. 日本的道路名稱一般以「通り」作為結尾，但在京都市則只有「通」。雖然在路標上是例外採用「通り」的寫法，但在印刷資料上則極為罕見。參閱京都通り名（日語）
2. ↑   （页面存档备份，存于）（日語）

## 外部連結
- 京都市の川端通情報（日語）

| 京都市内的南北向道路                        | 京都市内的南北向道路 | 京都市内的南北向道路                                                                        |
| ------------------------------------------- | -------------------- | ------------------------------------------------------------------------------------------- |
| 西側相鄰道路： 渡過高野川、鴨川後為河原町通 | 北至： 白川通        | 東側相鄰道路： 大原道、鞠小路通、新丸太町通、繩手通、大和大路通、宮川町通、問屋町通、鞘町通 |
| 西側相鄰道路： 渡過高野川、鴨川後為河原町通 | 川端通               | 東側相鄰道路： 大原道、鞠小路通、新丸太町通、繩手通、大和大路通、宮川町通、問屋町通、鞘町通 |
| 西側相鄰道路： 渡過高野川、鴨川後為河原町通 | 南至： 連接師團街道  | 東側相鄰道路： 大原道、鞠小路通、新丸太町通、繩手通、大和大路通、宮川町通、問屋町通、鞘町通 |